# Daciana Sârbu

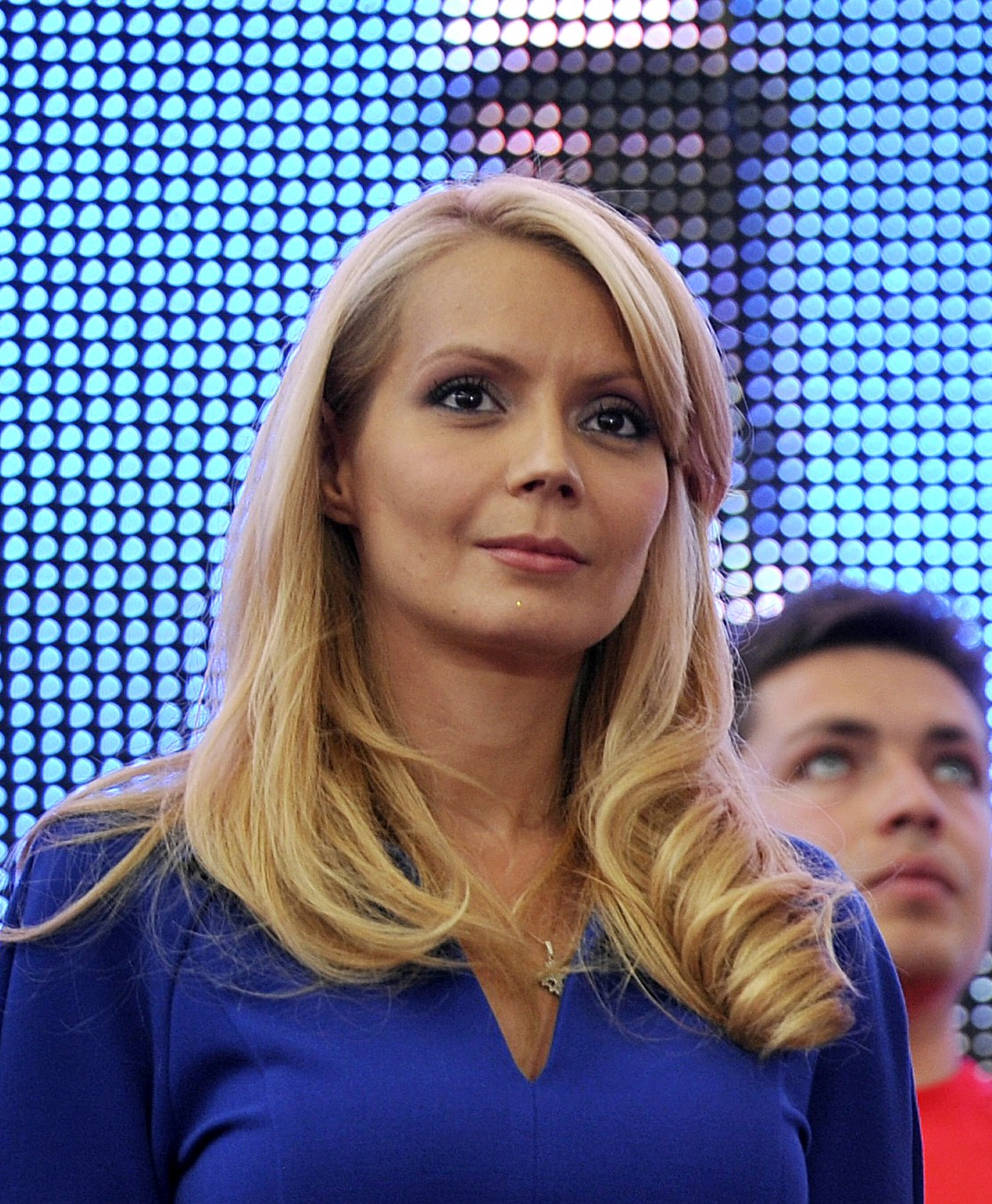
Daciana Sârbu (2014)

Daciana Octavia Sârbu (* 15. Januar 1977 in Arad) ist eine rumänische Politikerin und ehemaliges Mitglied des Europäischen Parlaments. Im Zuge der Aufnahme Rumäniens in die Europäische Union gehörte sie vom 1. Januar 2007 bis zum Ende der 8. Wahlperiode dem Europäischen Parlament an, zuerst als Vertreterin der Partidul Social Democrat, dann als Unabhängige und schließlich als Vertreterin von PRO România. Im Europäischen Parlament war sie bis 2009 Mitglied der Sozialdemokratischen Fraktion und dann der Fraktion der Progressiven Allianz der Sozialisten & Demokraten.
In der Legislaturperiode 2014 bis 2019 war sie Stellvertretende Vorsitzende des Ausschusses für Umweltfragen, öffentliche Gesundheit und Lebensmittelsicherheit und Mitglied in der Delegation für die Beziehungen zu den Ländern Südostasiens und der Vereinigung südostasiatischer Staaten (ASEAN).
Sârbus Vater ist der mehrmalige Minister Ilie Sârbu, sie ist mit dem rumänischen Politiker und ehemaligen Ministerpräsidenten Victor Ponta verheiratet. Das Paar hat eine gemeinsame Tochter.